# Райхенбах-ам-Реген
Райхенбах-ам-Реген (нім. Reichenbach am Regen) — громада в Німеччині, розташована в землі Баварія. Підпорядковується адміністративному округу Верхній Пфальц. Входить до складу району Кам. Складова частина об'єднання громад Вальдербах.
Площа — 9,71 км2. Населення становить 1331 ос. (станом на 31 грудня 2020).

## Галерея

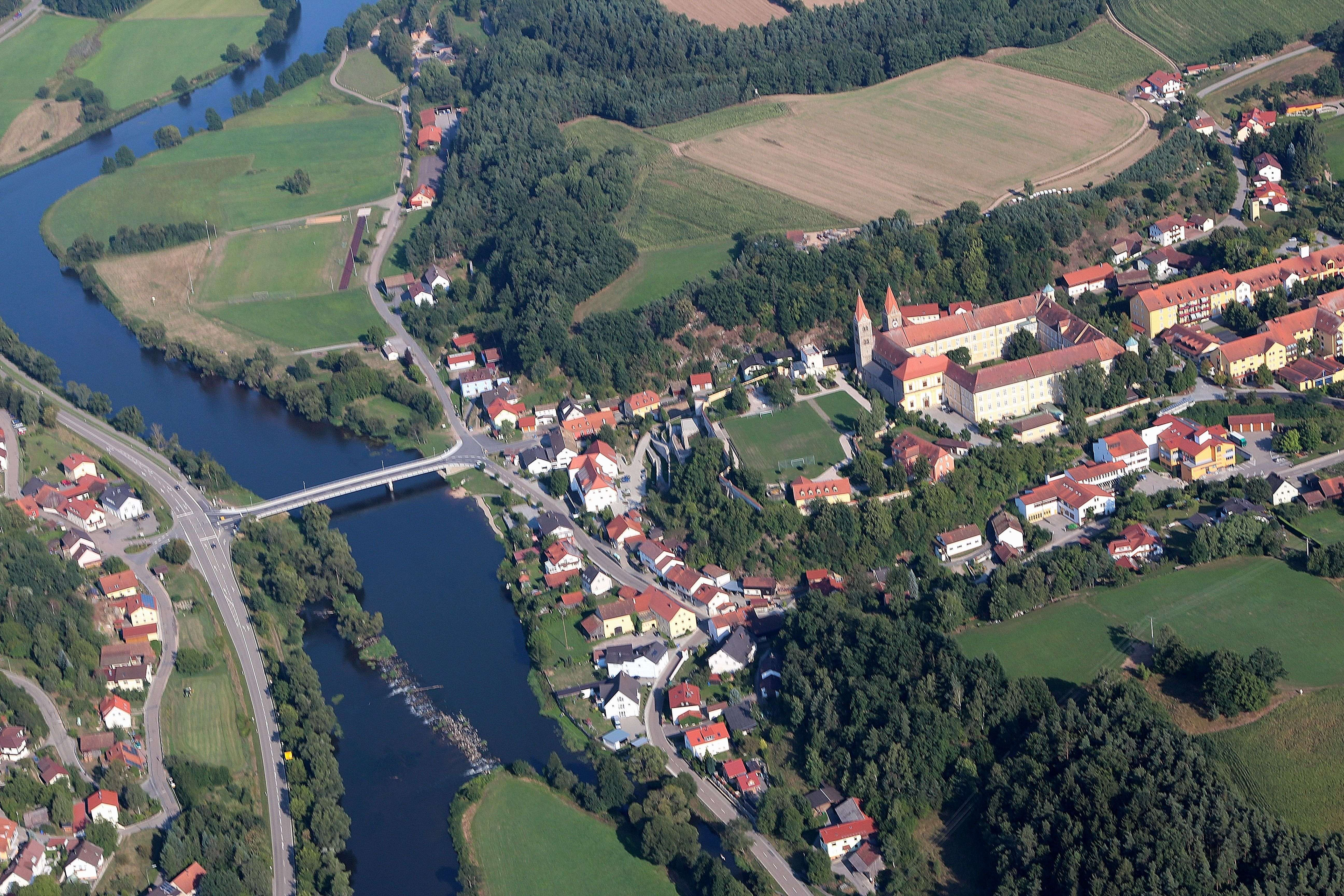
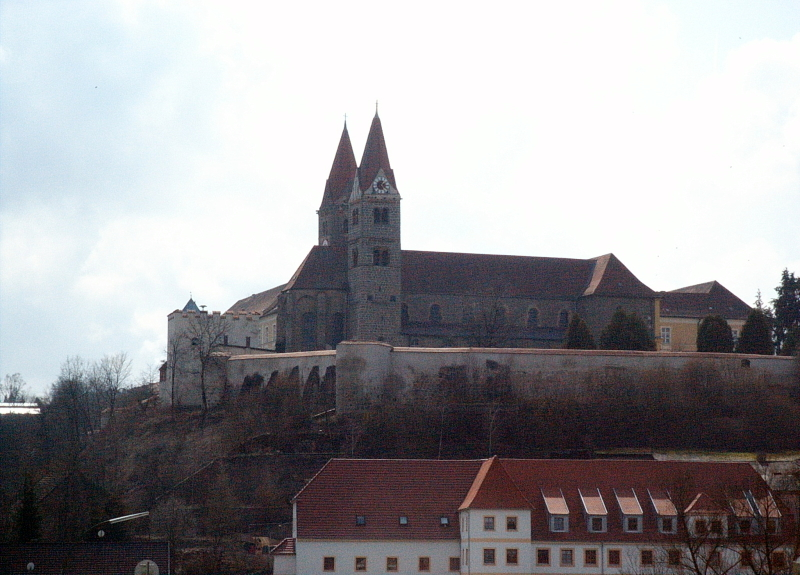
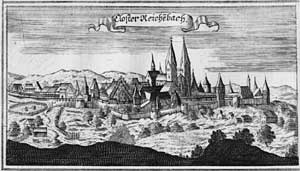